# Chicolino (revista de Símbolo)
Chicolino fue una revista infantil de periodicidad semanal publicada por editorial Símbolo hacia 1951 o 1952, con 36 números publicados. Entregaba 12 páginas de 24 x 17 cm. a un precio facial de 1,20 pesetas. Entre sus colaboradores, destacaron Enrich, R. Cortiella, Bachero, Fernández, Monzón y sobre todo Francisco Ibáñez.

## Trayectoria editorial
Chicolino forma parte de la larga serie de tebeos que surgieron en Barcelona durante la primera mitad de los años 1950, compitiendo por hacerse un hueco en el mercado: El DDT contra las penas (Bruguera, 1951); La Risa (Marco, hacia 1951-52); Farolito (Manraf, 1953); Sandalio (Exclusivas Ferma, 1953); Tío Vivo (D.E.R., 1957); Paseo Infantil (Ediciones Generales, 1956); etc.
Francisco Ibáñez empezó a colaborar en la revista hacia 1953.

## Contenido
En sus doce páginas (todas en blanco y negro, salvo la portada y la contraportada) incluía las siguientes series:
| Años | Números | Título         | Autoría | Procedencia                             |
| ---- | ------- | -------------- | ------- | --------------------------------------- |
| 1957 |         | El caco Delito | Enrich  | Nuevo, antecedente de El caco Bonifacio |
|      |         |                |         |                                         |
|      |         |                |         |                                         |

## Valoración
En 1989 uno solo de sus ejemplares se tasaba en 35.000 de las antiguas pesetas. Sin embargo, ninguno de sus ejemplares podía ser consultado en la Biblioteca Nacional de España a principios del nuevo siglo.